# زلاتان شهوفيتش
زلاتان شهوفيتش (بالسيريلية الصربية: Златан Шеховић) هو لاعب كرة قدم صربي في مركز الدفاع، ولد في 8 أغسطس 2000 في بلغراد في صربيا. لعب مع نادي بارتيزان.

## هوامش
1. 1 2 3  Only official الاتحاد الأوروبي لكرة القدم matches included

## وصلات خارجية
- زلاتان شهوفيتش على موقع الاتحاد الأوربي (الإنجليزية)
- زلاتان شهوفيتش على موقع قاعدة بيانات كرة القدم.إي يو (الإنجليزية)
- زلاتان شهوفيتش على موقع بيانات كرة القدم. دي إي (الألمانية)
- زلاتان شهوفيتش على موقع Soccerbase.com (لاعب) (الإنجليزية)
- زلاتان شهوفيتش على موقع Soccerway.com (الإنجليزية)
- زلاتان شهوفيتش على موقع عالم كرة القدم.نت (الإنجليزية)